# China Railways SS3
La Shaoshan 3 (chinois : 韶山三) est un type de locomotive électrique utilisée sur le système ferroviaire national de la république populaire de Chine. Cette locomotive était la troisième locomotive électrique chinoise de grande ligne, construite par Zhuzhou Electric Locomotive Works . L'alimentation électrique était un courant alternatif monophasé à fréquence industrielle et la disposition d'essieux est : Co-Co.

## Constructeurs
Les SS3 ont été fabriqués par plusieurs sociétés :
- Zhuzhou Electric Locomotive Works (0001～0677;4001～4008;4085～4104;5029～5251)
- Datong Electric Locomotive Works (6001～6095 ;4009～4084 ;4108～4556)
- Ziyang Locomotive Works (8001～8057)
- CRRC Taiyuan Co., Ltd. (4105～4107)

## Préservation
- SS3-0001 : est conservé au China Railway Museum
- SS3-0023 : est conservé à l'Université Central South [1]
- SS3-0054 : est conservé au China Railway Museum
- SS3-0450: est conservé au Liuzhou Railway Vacational Technical College
- SS3-4493 : est conservé au dépôt de locomotives de Taiyuan, bureau des chemins de fer de Taiyuan

## Galerie

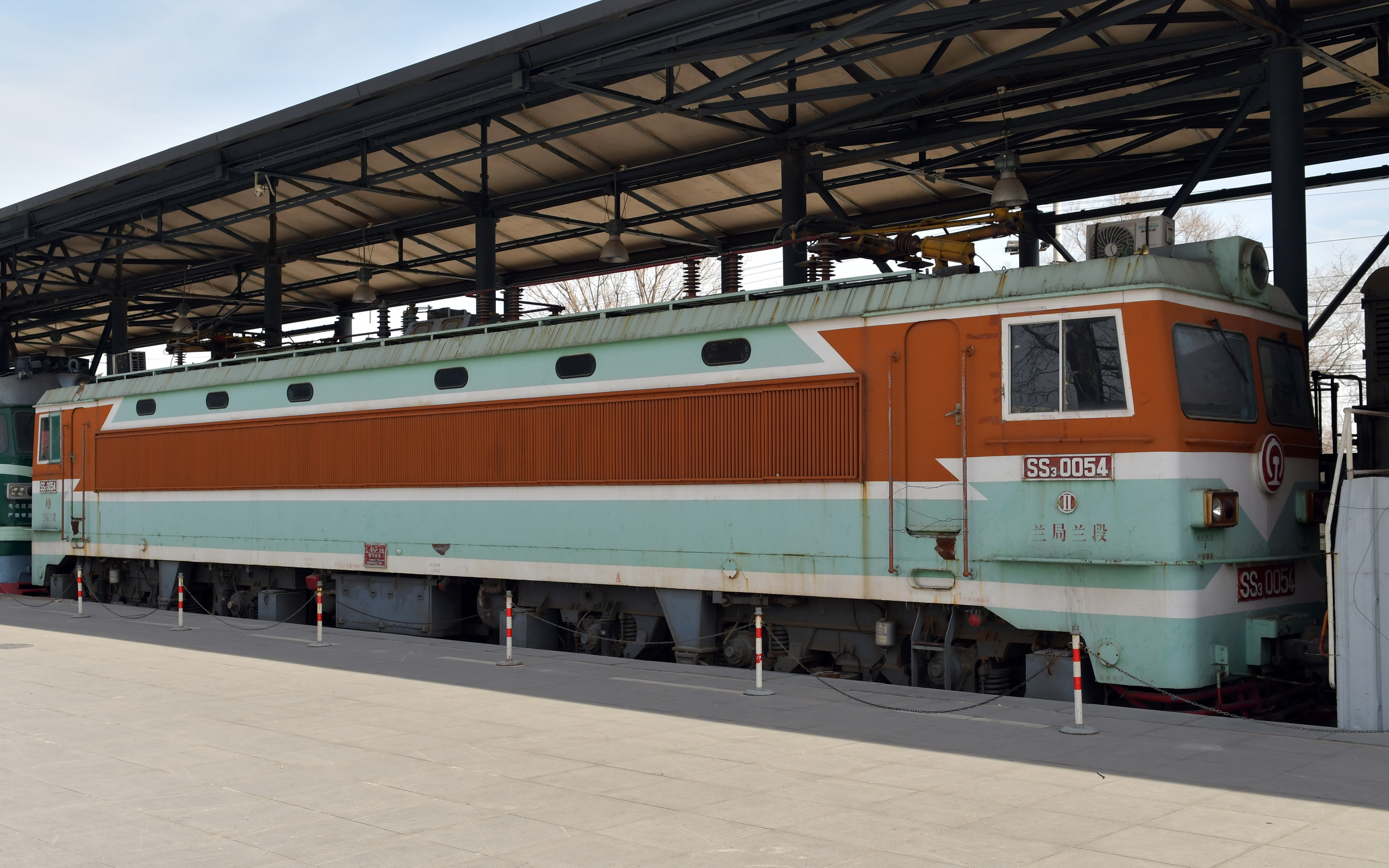
SS3-0054 au Musée ferroviaire de Chine
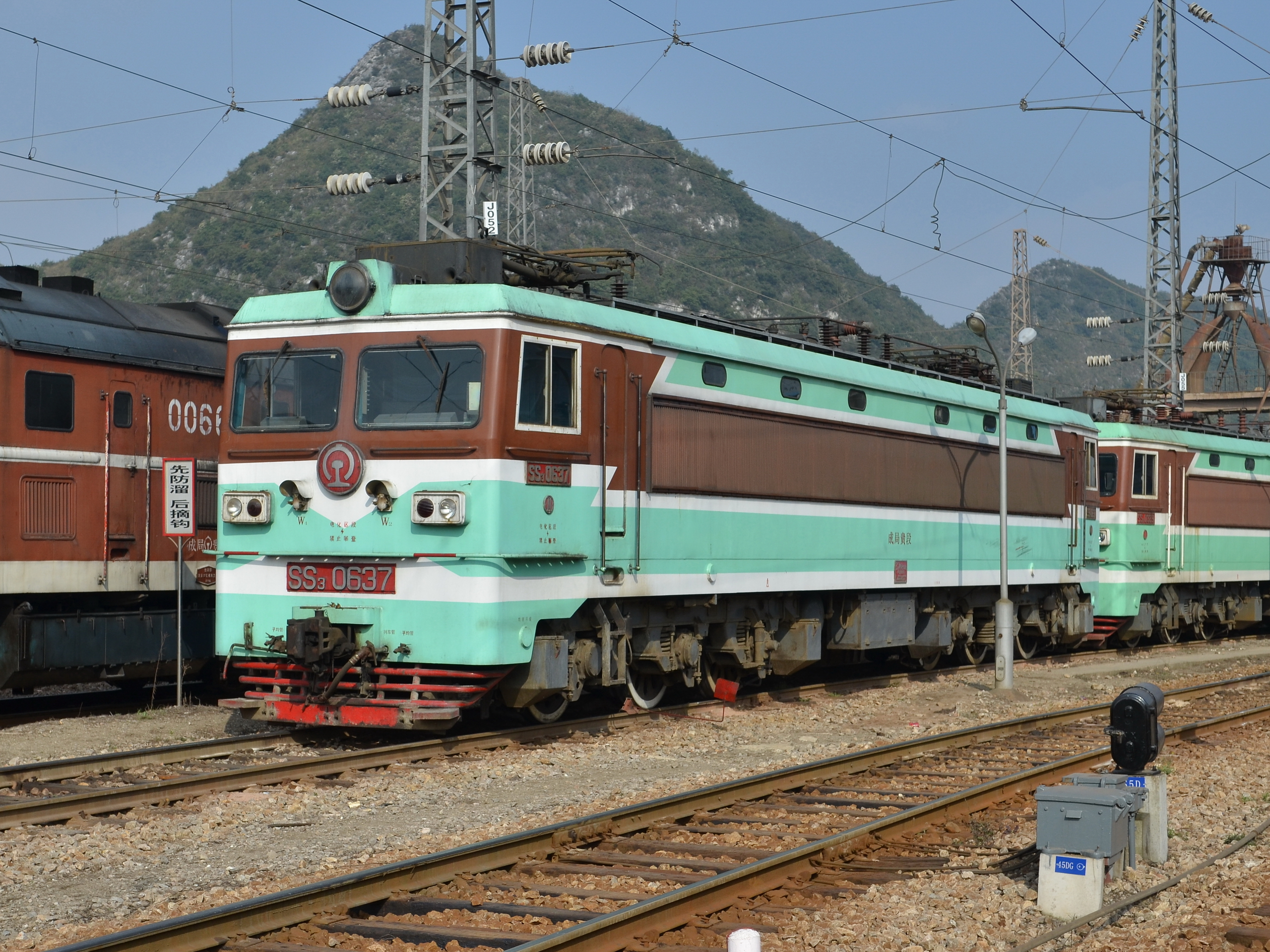
SS3-0637 au dépôt de locomotives de Guiyang, bureau des chemins de fer de Chengdu
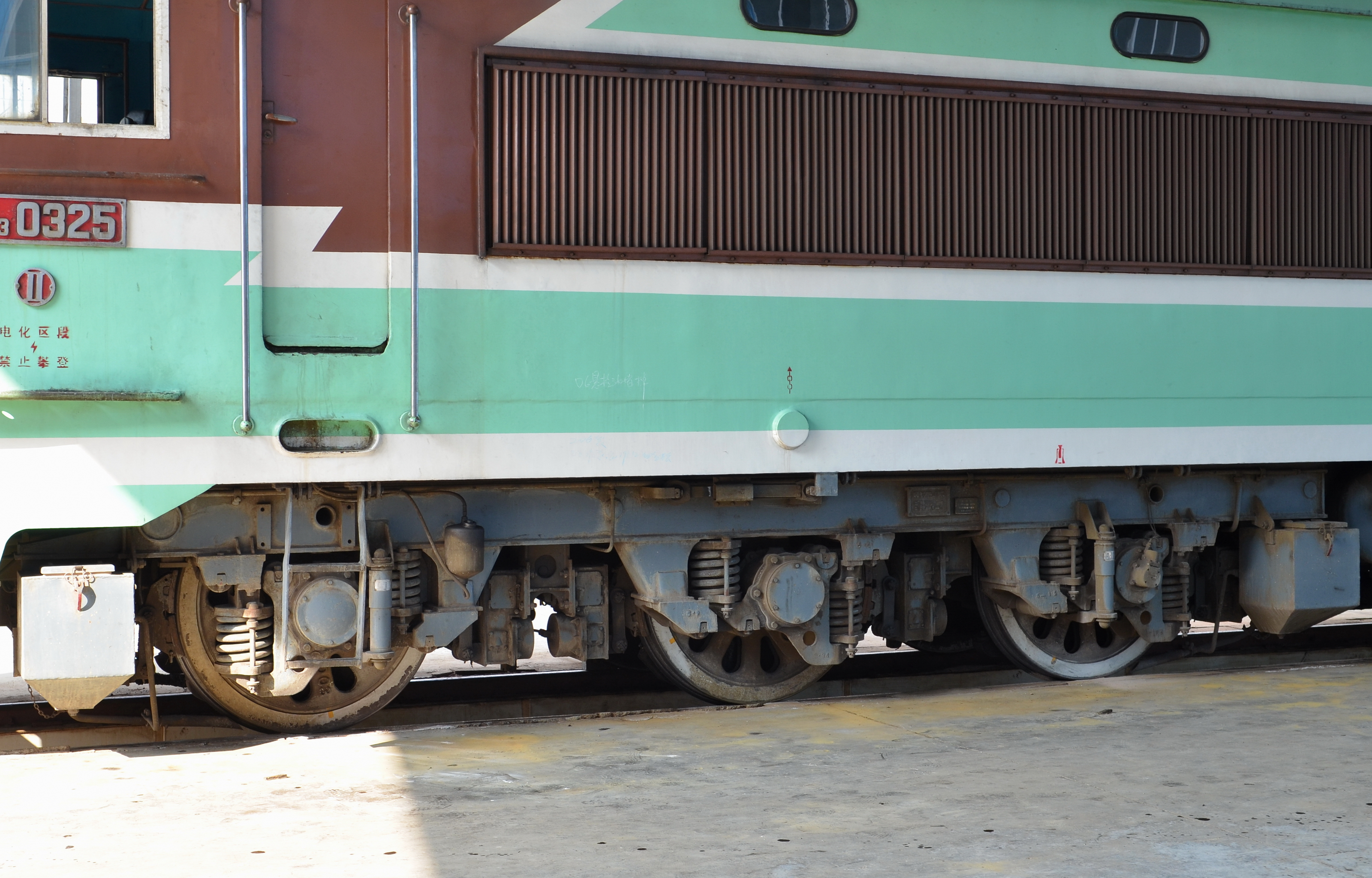
Bogie du SS3-0325
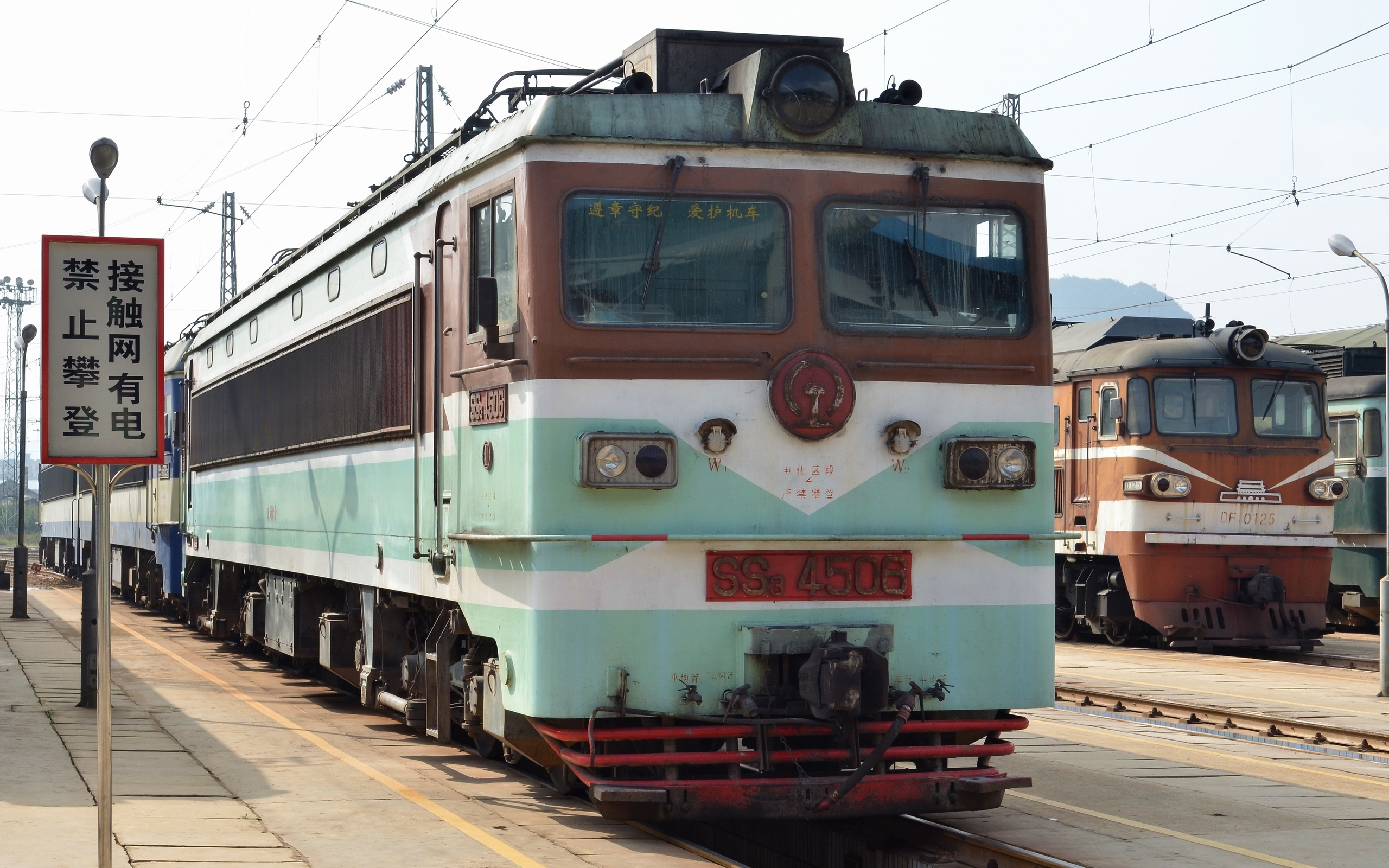
SS3-4506 (série 4000) au dépôt de locomotives de Guiyang.
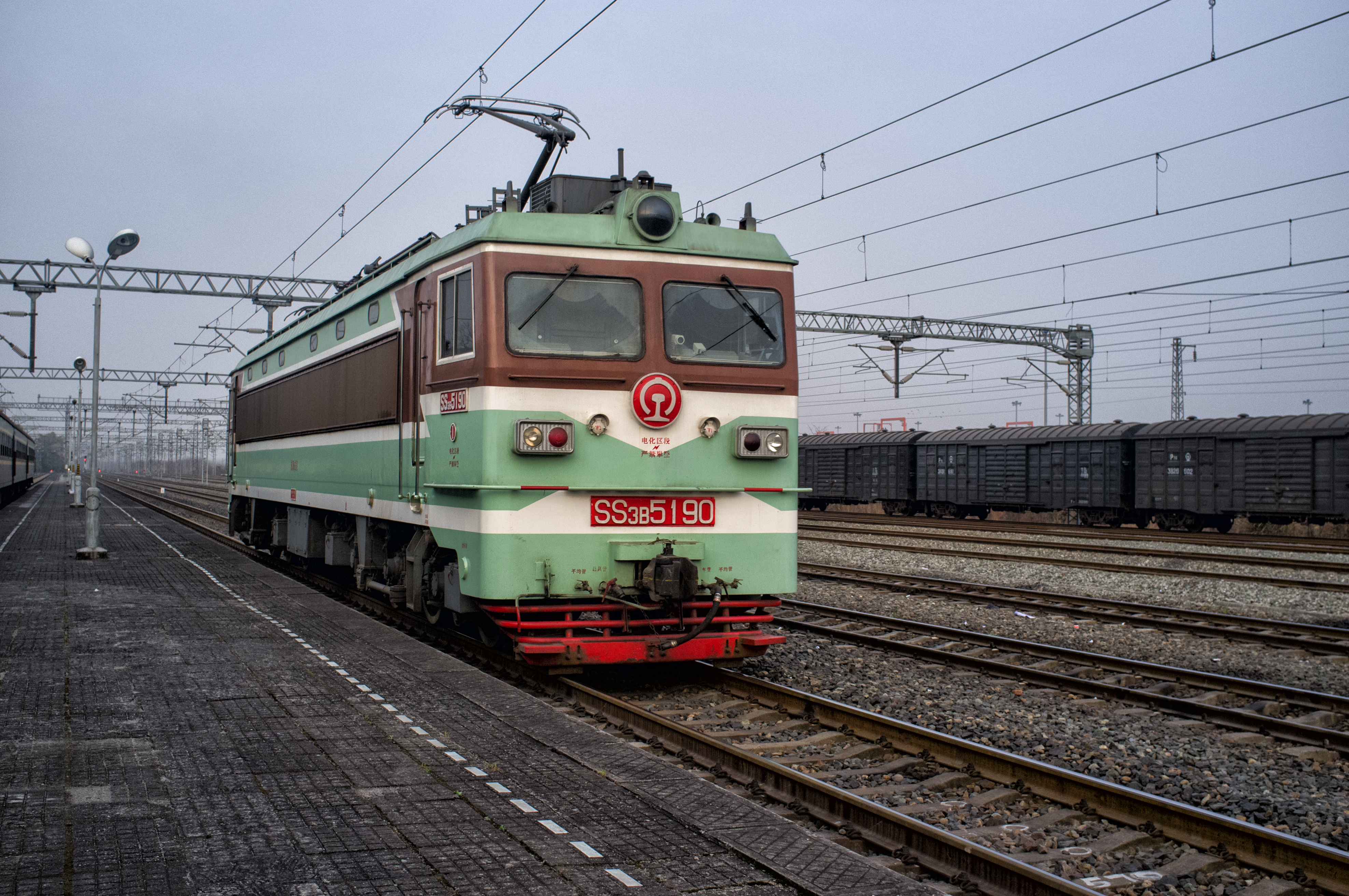
SS3－5190（Série 4000）
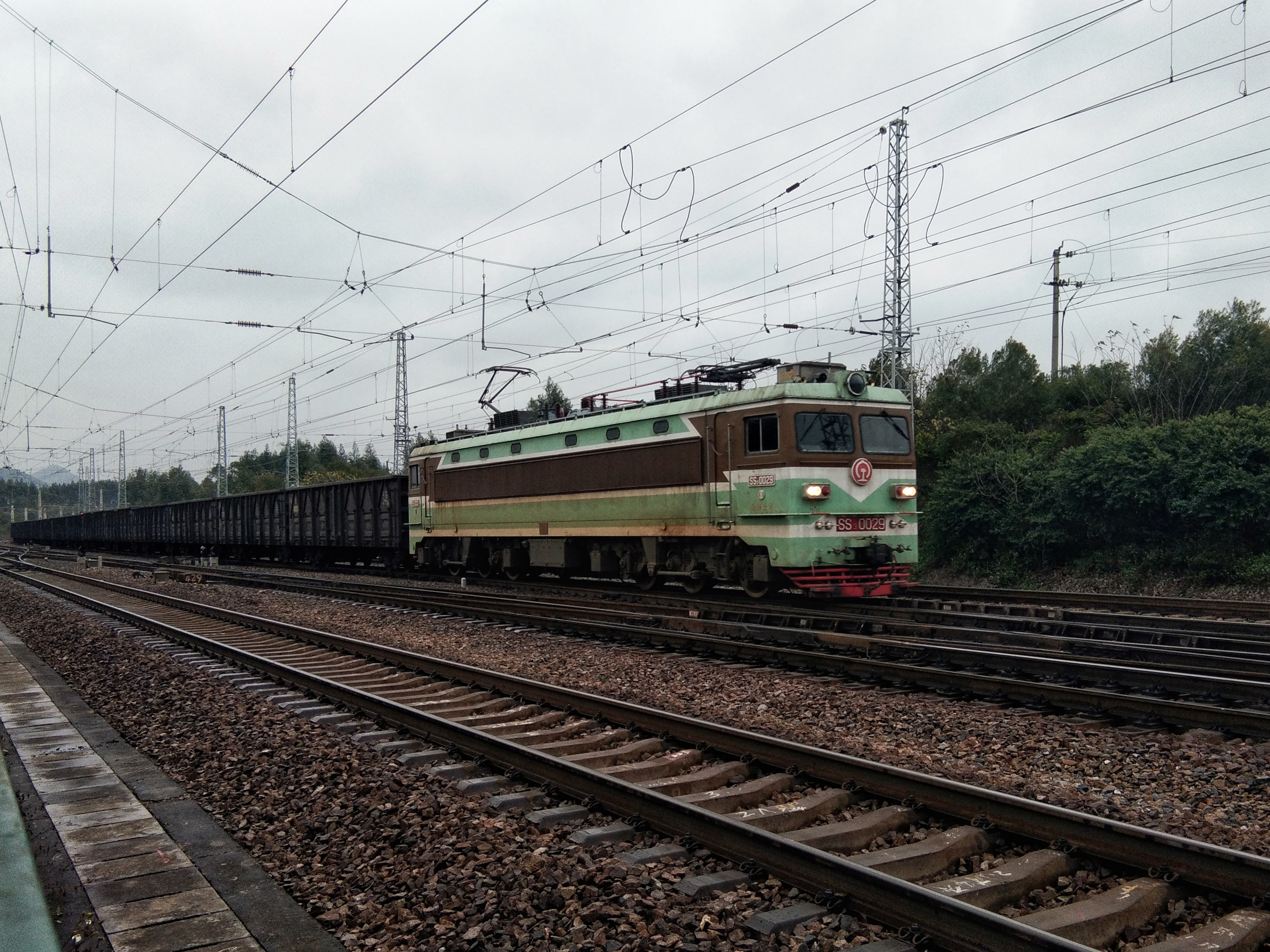
SS3-0029 à la gare de Litang

## Sources et références
1. ↑  中南大学铁道校区将建“中南铁路园”[图, 红网